# 白露-HAKURO-
『白露 -HAKURO-』（ハクロ）は、2012年10月10日にGACKTが発表した楽曲および同曲を収録した通算42枚目のシングルである。発売元はHPQ。

## 解説
- 前作『UNTIL THE LAST DAY』から8か月でのリリースとなった。
- 2012年10月22日付のオリコン週間シングルチャートで6位に入り、自身の持つ男性ソロアーティスト連続TOP10入り記録を更新した。

## 収録曲
全作詞・作曲：GACKT.C　編曲：YOU

### CD
1. 白露 -HAKURO-
テレビドラマ『戦国BASARA-MOONLIGHT PARTY-』テーマソング。
春夏秋冬を描く4部作の一つ。
2. 情熱のイナズマ
アーケードゲーム『頭文字D ARCADE STAGE 7 AA X』レースBGM[1]。
ライブでは、振付が存在する。
3. 白露 -HAKURO- (Instrumental)
4. 情熱のイナズマ (Instrumental)

### 初回限定盤 DVD
1. 白露 -HAKURO- PV

## 楽曲の収録アルバム
- BEST OF THE BEST vol.1 -MILD-（#1、#2）